# Sveti Stefan

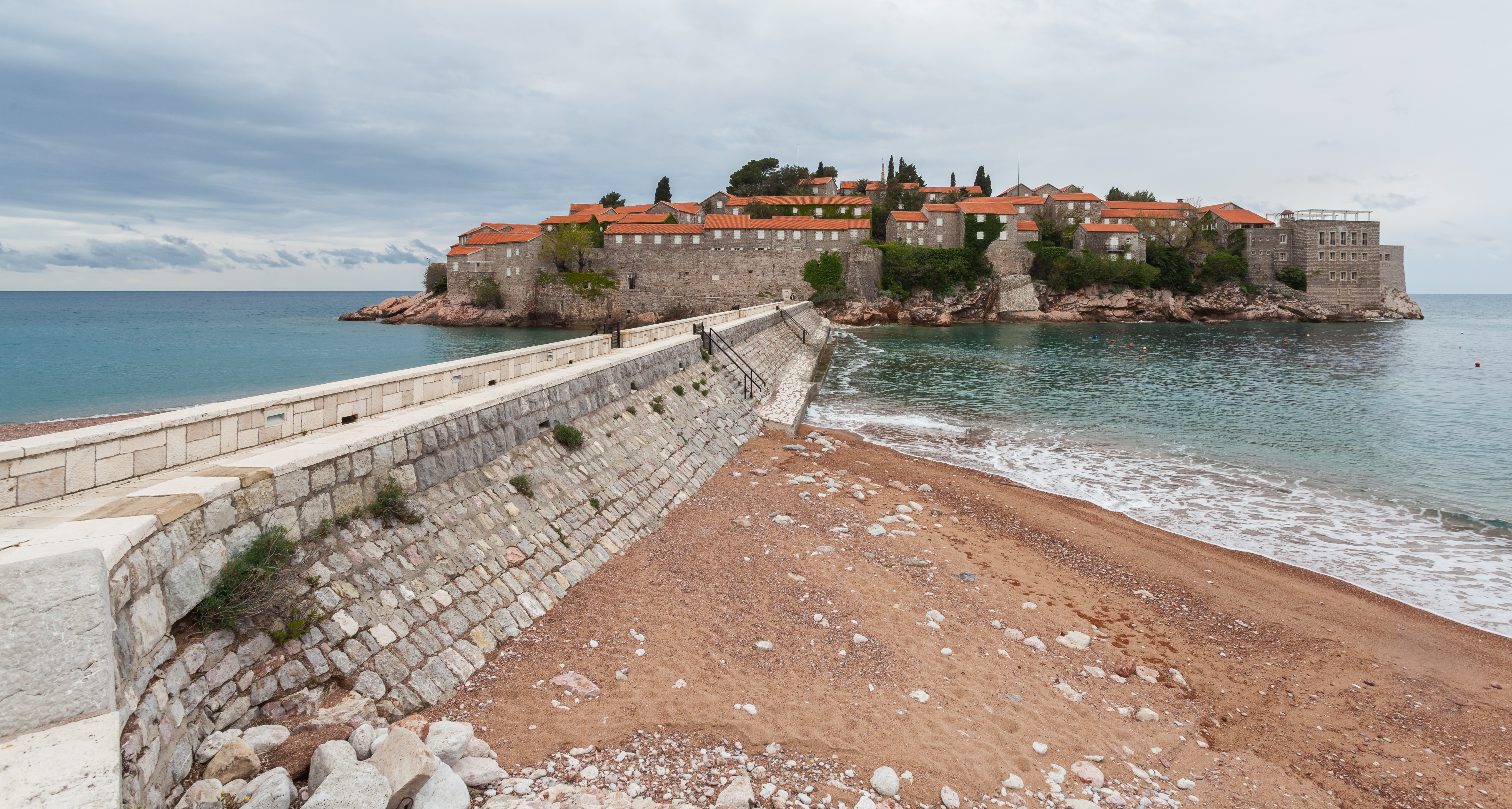
Vista de la platja i el pont.

Sveti Stefan (montenegrí: Свети Стефан; italià: Sant Stefano di Pastrovicchio, en català Sant Esteve) és un centre turístic costaner situat 8 km de ruta al sud-est de Budva, a la Riviera de Budva. Originalment era una illa, però en l'actualitat un istme la uneix al continent permanentment.
Sveti Stefan era un poblat pesquer ja al segle xv. En la dècada de 1950 els últims residents van ser expulsats i aquesta petita illa va esdevenir en un hotel de luxe, el més exclusiu de la costa de Montenegro.
Entre els anys 1960 i 1980, Sveti Stefan es va convertir en un lloc popular per a celebritats. Entre els qui hi han passat temps es troben Marilyn Monroe, Willy Brandt, Bobby Fischer, Boris Spassky, Sophia Loren, Carlo Ponti, Monica Vitti, Ingemar Stenmark, Kirk Douglas, Jonathan Miller i Claudia Schiffer.
Els carrers, murs, sostres i façanes dels edificis han conservat la seva forma original, mentre que els interiors s'han transformat per oferir el més modern confort d'un hotel de luxe.
En 2009 l'istme va reobrir es nou i es va cedir, juntament amb el centre turístic de Miločer i la platja de Kraljičina, per un període 30 anys a Aman Resorts. El complex hoteler alberga un total de 50 habitacionss, cases rurals i suites a l'illa i 8 grans suites a Vila Miločer.

## Història
El primer esment a Sveti Stefan el descriu el 1442 com un fort prop de la costa des del qual Paštrovići, dirigit pel voivoda Radič va contenir les forces d'Esteban Vukčić Kosača en la seva ofensiva a Zeta. Segons la llegenda formulada per Esteve Mitrov Ljubiša, les fortificacions de la ciutat es van construir després del saqueig de Paštrovići sobre els vaixells turcs amarrats enfront de Jaz durant el setge de Kotor el 1539 de Jeireddín Barbarroja. L'assentament va ser arrasat poc després, durant la quarta guerra turc-veneciana. Després de contínues súpliques de Paštrovići, la República de Venècia finalment va acceptar reconstruir el lloc durant el segle xvi.
Originàriament, l'illa amb la seva fortalesa albergava dotze famílies. Durant el segle xix, la població va ascendir fins a 400 persones.
Vila Miločer, construïda entre 1934 i 1936, va ser la residència estival de la reina María Karadordevic, consort del rei Alexandre I de Iugoslàvia. La vila està envoltada per vuit-centes oliveres.
Més tard, tots els edificis van ser adquirits pel govern iugoslau i es van convertir en un gran hotel durant el període comunista. La dècada de 1950, les autoritats van expulsar els ciutadans de l'illa i es va convertir en un resort exclusiu freqüentat per altes celebritats de tot el món. Una de les quatre esglésies del monestir de Praskvica va ser convertida en casino pels comunistes. El resort va ser descrit com a "lloc d'oci a l'Adriático dels anys 1970 en una península amb un petit accés a terra". També es van celebrar reunions polítiques, fins i tot matxs d'escacs, atraient jugadors professionals com Boris Spassky i Bobby Fischer. No obstant això, la dissolució de Iugoslàvia en els anys 1990 va portar el complex al declivi.
Després de la independència de Montenegro en 2006, el govern va proposar recrear l'antic encant de l'illa. Gràcies a fons internacionals, van començar a realitzar-se projectes per a la seva reconstrucció. El contracte va ser guanyat per Aman Resorts el 2007. El 29 de maig de 2008, Sveti Stefan es va tancar per renovació i les obres van acabar el 2009, mantenint l'antic encant exterior, però amb instal·lacions modernes a l'interior. Aman Resorts disposa de 30 anys per a la seva gestió.
El 13 de juliol de 2010, durant el Dia Nacional de Montenegro, el tenor italià Andrea Bocelli va donar un concert al resort per celebrar l'aniversari de l'hotel. El complex va guanyar el premi a Hotel de l'Any de la Guia Gallivanter el 2010.
El juliol de 2014, el tennista d'elit Novak Djokovic es va casar amb Jelena Ristić a Sveti Stefan.